# تیم ملی والیبال مردان پاکستان
تیم ملی والیبال مردان پاکستان تیم ملی والیبال مردان کشور پاکستان است.

## مسابقات والیبال قهرمانی آسیا
- ۱۹۸۷ – ۷ام
- ۱۹۸۹ – ۴ام
- ۱۹۹۱ – ۸ام
- ۱۹۹۳ – ۸ام
- ۱۹۹۵ – ۸ام
- ۱۹۹۷ – ۷ام
- ۱۹۹۹ – ۸ام
- ۲۰۰۳ – ۷ام
- ۲۰۰۵ – ۹ام
- ۲۰۰۷ – ۱۳ام
- ۲۰۰۹ – کناره گیری کرد.
- ۲۰۱۱ – ۷ام